# Hammam Bou Hadjar
Pour les articles homonymes, voir Hadjar.
Hammam Bou Hadjar est une commune d'Algérie dans la wilaya d'Aïn Témouchent. Elle abrite une station thermale très réputée en Algérie, Hammam Bou Hadjar.

## Géographie

### Situation

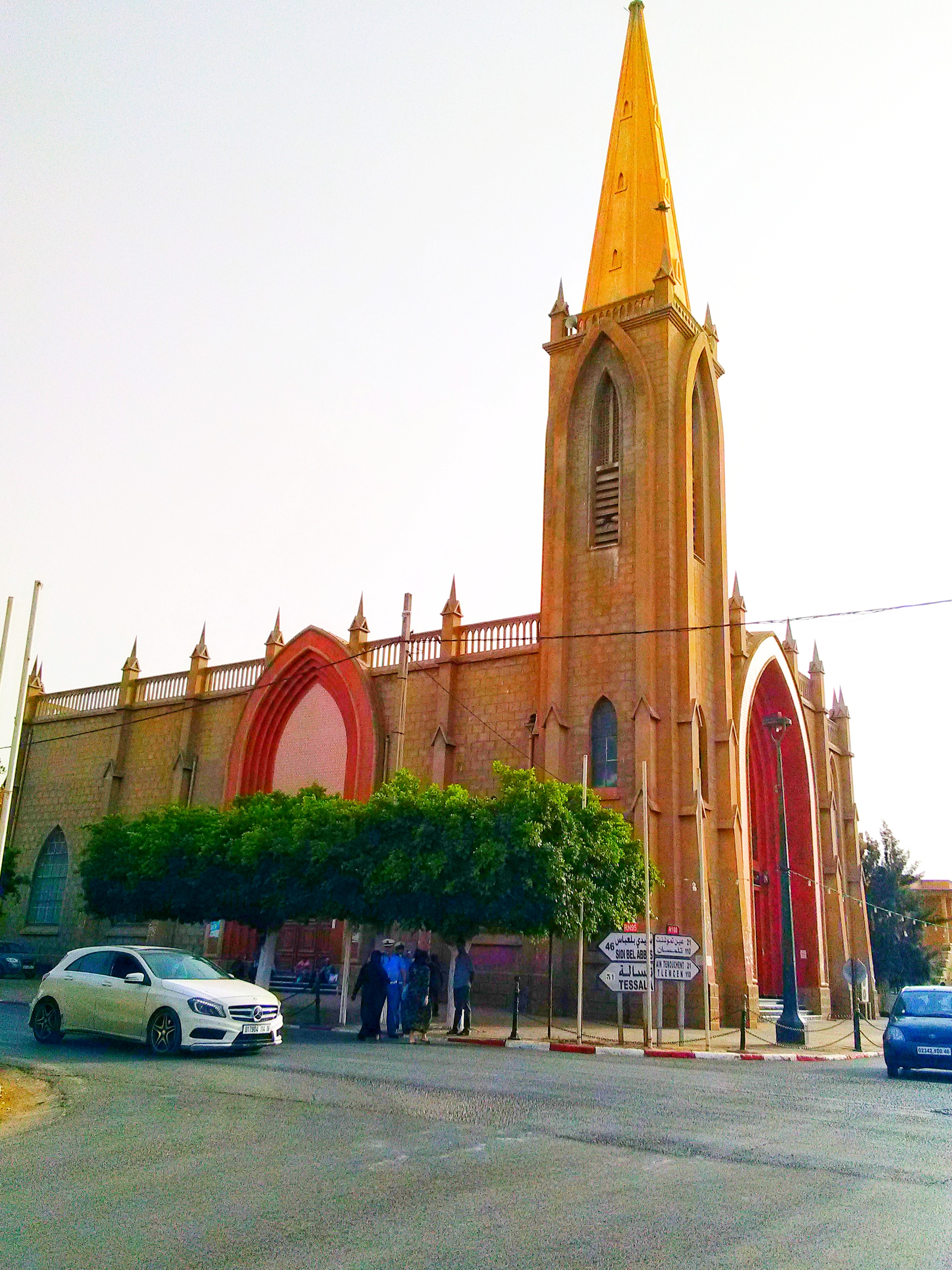
Église de la ville, héritée de l'époque française.

Elle est située entre le mont de Tassala au sud, Hassi El Ghalla et El Amria au nord, El Malah à l'ouest, et l'immense lac salé de Daoo, Djerf Ougran et Side El Halfaoui à l'est, qui est plus communément appelé Grande Sebkha d'Oran.
| Hassi El Ghella  | Misserghin (Grande Sebkha) (Wilaya d'Oran) | Aïn El Arba      |
| El Malah         | Hammam Bou Hadjar                          | Sidi Boumedienne |
| Chaabat El Leham | Hassasna; Chentouf                         | Hassasna         |

## Toponymie
L'origine du toponyme n'est pas clairement définie : trois hypothèses sont possibles.
Littéralement le nom se compose de « حمّام » (hammam, « bain ») accolé à « بو » (bou) et « حجار ». Or, dans les noms de lieux « bou » (littéralement père) renforce l'idée du déterminatif « hadjar » (de l'arabe حجار (hadjar, « pierre"). Bou Hadjar signifierait ainsi « source du grand rocher ». De fait le village est connu pour ses eaux thermales bienfaisantes, dont la source émerge d'une roche monumentale,.
Par ailleurs, à Bouhadjar existait un saint homme, Sidi Ahmed Bouhadjar, qui a donné son nom à un Marabout éponyme[réf. nécessaire] lequel aurait à son tour donné son nom à la ville.
Enfin, le nom Hadjar pourrait aussi faire référence à la tribu des Hadjaria.

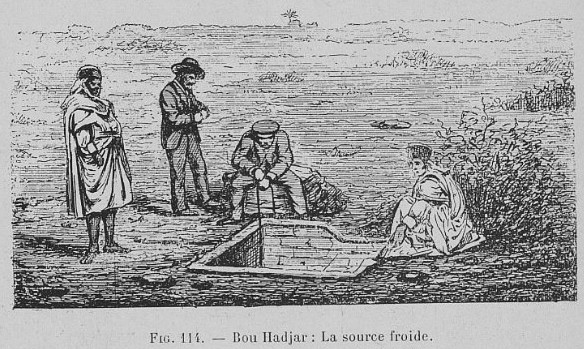
Hammam Bou Hadjar : la source froide

## Histoire
La ville a été fondée par un saint personnage de la région, du nom d'Ahmed qui priait sur une pierre (hadjar) on l'appelait Ahmed Bouhadjar. La ville a pris son nom.

## Éducation
Il existe à Hammam Bou Hadjar, deux lycées: lycée Abi Der Elghifari et lycée Sayem Hadach Kada; et cinq collèges (CEM) : Ahmed Miraoui, Meftahi slimane, Arabe Ibrahim, Messegmine Abdelkader et Teguig Abdelkader).

## Transport
Entre 1902 et 1949 a circulé entre Oran et Hammam Bou Hadjar un train, tram à vapeur à voie étroite, dit le « Bou You you » car les femmes algériennes poussaient le « Youyou » pour arrêter la machine et monter dans les wagons.